# 박태현 (신학자)
박태현(朴泰賢, 1964년 7월 18일~)은 대한민국 목회자이며 총신대학교 목회신학전문대학원의 교수이다.
전공은 청교도 설교학으로 학위 논문으로 The Sacred Rhetoric of the Holy Spirit: A Study of Puritan Preaching in a Pneumatological Perspective (Apeldoorn: Theologische Universiteit Apeldoorn, 2005)을 저술했으며, 네덜란드의 개혁신학자 헤르만 바빙크(Herman Bavinck)의 『개혁교의학』(Gereformeerde dogmatiek, 4 vols)을 2011년에,
아브라함 카이퍼(Abraham Kuyper)의 『칼빈주의 강연』(Het Calvinisme)을 2021년에 한국어로 번역, 출간했으며,
그의 관심 분야는 설교학, 청교도, 신칼빈주의 등이다.   현재 한국복음주의실천신학회 회장이다.

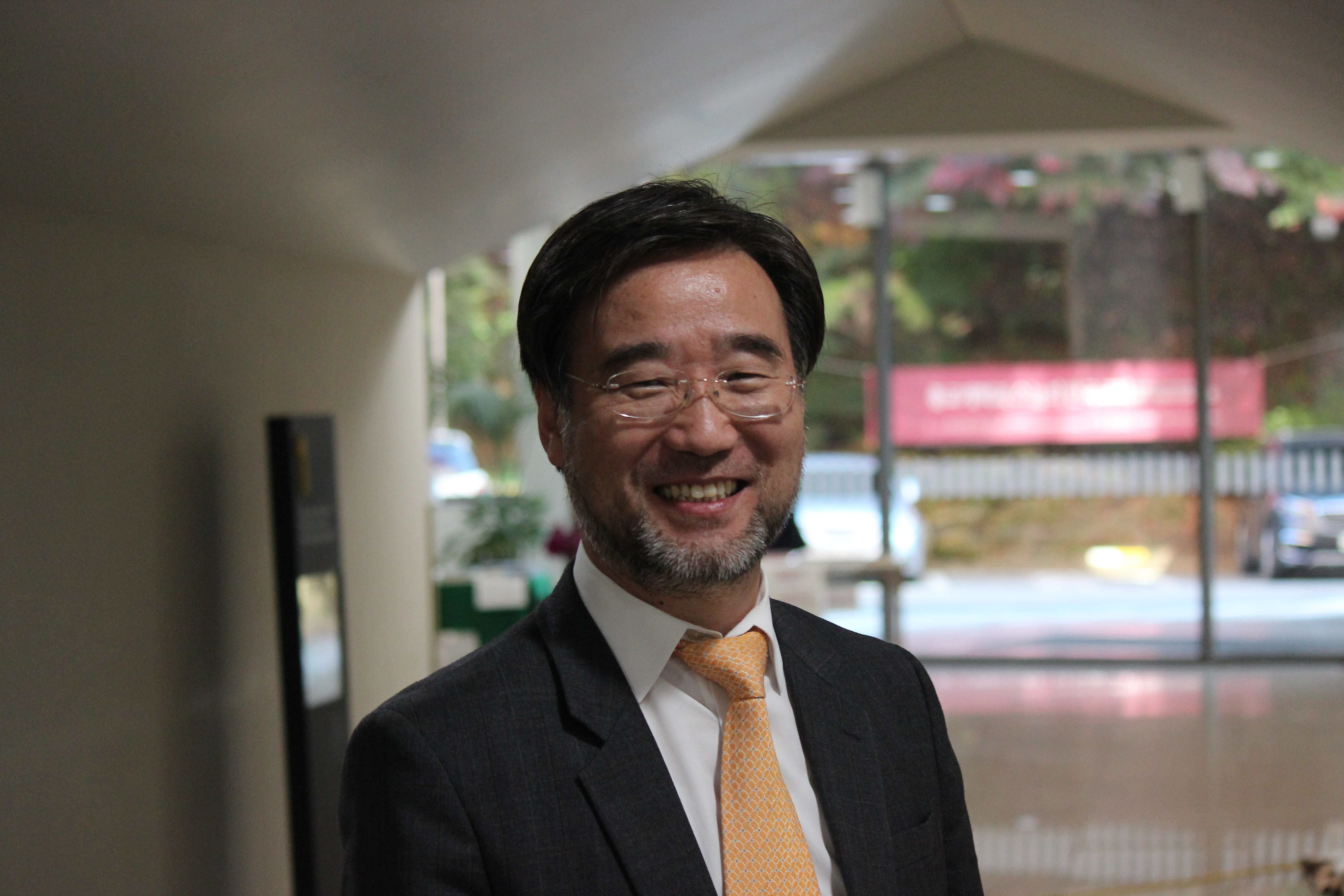
총신대학교 박태현 교수, 소망기도원, 2017년 10월

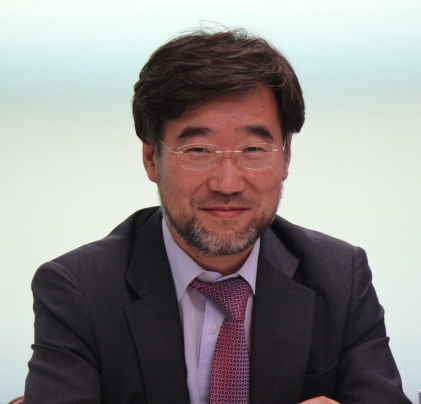
총신대학교 신학대학원 박태현 교수, 2016년 6월 8일 한국개혁신학회 발표, 서빙고 온누리교회

## 학력
- 건국대학교 전자계산학과 (B.Sc.)
- 고려신학대학원 (M.Div. Equiv.)
- St. John's College (M.A.)
- 아펠도른 신학교 (Apeldoorn Theological University (Drs. Theol.)
- Apeldoorn Theological University (Dr. Theol.)

## 경력
- 암스테르담 자유 대학교 역사자료연구소 객원연구원
- 암스테르담 화란한인교회 담임목회
- (현) 총신대학교 목회신학전문대학원 설교학 교수
- (현) 한국복음주의실천신학회 회장

## 번역서 및 편역 해설
- Abraham Kuyper, 『아브라함 카이퍼의 칼빈주의 강연』 (군포: 다함, 2021).
- Abraham Kuyper, 편역 및 해설, 『아브라함 카이퍼의 영역주권』 (군포: 다함, 2020).
- Herman Bavinck, 편역 및 해설, 『헤르만 바빙크의 교회를 위한 신학』 (군포: 다함, 2021).
- C. Trimp, 『구속사와 설교』 (서울: 솔로몬, 2018).
- Herman Bavinck, 『개혁교의학』 전 4권(서울: 부흥과개혁사, 2011).

## 논문
- ‘아브라함 카이퍼의 '영역주권' 사상의 현대적 의의: 교회와 국가 관계의 관점에서’, 「갱신과 부흥」 28권(2021): 215-248.
- ‘헤르만 바빙크(Herman Bavinck)의 설교 연구’, 「한국개혁신학」 71권(2021): 174-226.
- ‘교회의 권세, 열쇠권 - 헤르만 바빙크의 견해를 중심으로’, 「신학지남」 88권 2집(2021): 237-268.
- ‘로이드 존스의 전도설교 연구’, 「복음과 실천신학」 58권(2021): 75-115.
- ‘로이드 존스의 성령론적 설교’, 「성경과 신학」 96권(2020): 63-93.
- ‘한국 장로교 정치원리와 그 실제’, 「복음과 실천신학」 54권(2020): 106-132.
- ‘종교개혁 500주년과 한국교회 설교개혁’, 「성경과 신학」 85권(2018): 71-99.
- ‘개혁주의 예배신학에 기초한 21세기 한국교회 '예배의식'(liturgy)의 모델 연구’, 「한국개혁신학」 56권(2017): 216-263.
- ‘헤르만 바빙크의 첫 번째 설교문이자 유일한 유작 설교문, '세상을 이기는 믿음의 능력'(요일 5:4b)’, 「신학지남」 84권 3집(2017): 139-173.
- ‘칼빈의 설교자 이해: 교회법령과 목회서신 강해설교를 중심으로’, 「한국개혁신학」 55권(2017): 153-191.
- ‘죽음에 대한 청교도 영성: W. Perkins의 죽음의 기술을 중심으로, 「복음과 실천신학」 44권(2017): 143-191.
- ‘칼빈의 설교 연구: 시편 119편을 중심으로’, 「개혁논총」 42권(2017) : 159-200.
- ‘헤르만 바빙크의 '기독교와 교회의 보편성'’, 「신학지남」 84권 1집(2017): 113-162.
- ‘헤르만 바빙크의 '일반은총'(2)’, 「신학지남」 83권 4집(2016): 227-254.
- ‘21세기 한국교회를 위한 청교도 영성: 청교도 W. Perkins의 '잘 사는 법'을 중심으로’, 「복음과 실천신학」 41권 (2016): 72-105.
- ‘헤르만 바빙크의 '일반은총'(1)’, 「신학지남」 83권 3집(2016): 199-222.
- ‘설교비평을 통한 개혁주의 설교실습교육에 관한 연구-종교개혁과 청교도의 전통을 따라서, 「개혁논총」 39권(2016): 229-282.
- ‘청중의 설교학: 효과적 설교청취의 기술 - 청교도를 중심으로’, 「한국개혁신학」 51권(2016): 57-87.
- ‘설교실습을 위한 16세기 청교도 노르위치(Norwich) '설교연구회'(Prophesying) 규정연구’, 「신학지남」 83권 1집(2016): 227-244.
- ‘H. Bavinck의 '하나님의 큰 일'(Magnalia Dei)에 나타난 직분론과 한국교회’, 「복음과 실천신학」 38권(2016): 68-109.
- ‘최홍석 교수의 성령론적 설교학 - 선포와 성령을 중심으로’, 「신학지남」 82권 3집(2015): 137-175.
- ‘아브라함 카이퍼와 자유대학교’, 「신학지남」 82권 2집(2015): 177-200.
- ‘마틴 로이드 존스와 존 스토트의 설교론 비교 연구: 설교를 위한 청중 평가를 중심으로’,  「신학지남」 321호(2014): 219-250.
- ‘조오지 휫필드의 설교관: 성령의 사역의 관점에서’, 「성경과 신학」 72권(2014): 155-189.
- ‘아브라함 카이퍼의 영역주권(2)’, 「신학지남」 320호(2014): 231-255.
- ‘아브라함 카이퍼의 일반은총론 소고’, 「개혁논총」 31권(2014): 159-185.
- ‘William Perkins의 설교론’, 「복음과 실천신학」 32권 (2014): 138-174.
- ‘웨스트민스터 '예배지침'에 나타난 청교도 설교’, 「갱신과 부흥」 14호(2014): 16-37.
- ‘아브라함 카이퍼의 영역주권(1)’, 「신학지남」 318호(2014): 180-207.
- ‘하이델베르크 요리문답: 역사와 현대적 의의’, in 은명 정일웅박사 은퇴기념논문집, 『한국교회와 실천지향의 신학』(2013), 172-185.
- 존 칼빈의 십계명 강해-설교학적 고찰, 「복음과 실천신학, 제 65권 (2022): 221-2260.

## 같이 보기
- 헤르만 바빙크
- 총신대학교
- 한국복음주의신학회
- 한국복음주의역사신학회
- 한국장로교신학회
- 한국개혁신학회
- 종교개혁500주년기념일
- 한국의 신학자 목록
- 개혁신학자